# Love & Sex (álbum)
Love & Sex (en español: Amor y sexo) es el tercer y último álbum de estudio del dúo puertorriqueño de reguetón Plan B, publicado el 25 de agosto de 2014 a través de Pina Records y la distribuidora Sony Music Latin. Contiene 16 canciones y colaboraciones de Yandel, Zion & Lennox, Tego Calderón, J Álvarez, entre otros invitados.

## Recepción comercial
El álbum fue un éxito comercial, siendo incluido entre los más vendidos de 2014 según Billboard, en especial apareciendo dentro de la categoría Top Latin Albums.
En 2014, el álbum debutó top 3 Top Latin Albums de Billboard.

## Antecedentes
El álbum fue anunciado a finales de mayo de 2013, destacando las colaboraciones con Tego Calderón y el dúo Alexis & Fido dentro del nuevo material. Según afirmaciones de Chencho, corista del dúo, el álbum necesitó alrededor de cuatro años para su desarrollo, comenzó a ser grabado en 2013 y terminó de ser masterizado a finales de abril de 2014, esto debido al hecho de tener un número mayor de seguidores generó la decisión del dúo de utilizar menos palabras explícitas como solían estar acostumbrados.

## Recepción
David Jeffries del sitio web Allmusic dijo acerca del álbum que «De vuelta con el productor Haze además de un puñado de otros productores vanguardistas, el dúo de reggaeton Plan B continúa combinando lo hábil y tradicional, haciendo música que atrae a la gente en los clubs; mantiene lo simple y evitando esos coros ultra-pop en lo más posible. Aun así, los singles como «Candy» y las colaboraciones con Tego Calderón (Zapatito Roto) y Yandel (Pa'l Piso) son tan grandes como tienen que ser». 
Concluyendo con «[...] Love & Sex continúa este legado, aunque toda la fanfarronería y todas las emociones que se encuentran dentro de este, sugieren que el título del álbum fue impreso al revés».

### Reconocimientos
| Publicación | Reconocimiento                       | Posición |
| ----------- | ------------------------------------ | -------- |
| AllMusic    | Favorite Latin and World Albums 2014 | N/A      |
| Billboard   | 50 Best Latin Albums of the Decade   | N/A      |

## Lista de canciones
| N.º   | Título                                          | Productor(es)   | Duración |  |
| 1.    | «Fronteo»                                       | Tainy           | 3:24     |  |
| 2.    | «Choca»                                         | Luny Tunes      | 3:40     |  |
| 3.    | «Pa'l piso» (con Yandel)                        | Haze            | 4:06     |  |
| 4.    | «Fanática sensual»                              | Haze            | 4:00     |  |
| 5.    | «Matadero» (con Alexis & Fido)                  | Haze            | 3:57     |  |
| 6.    | «No quiero que te vayas»                        | Haze            | 3:47     |  |
| 7.    | «Mi vecinita»                                   | Haze · DJ Blass | 3:03     |  |
| 8.    | «Juegas con mi mente» (con J Álvarez)           | Montana         | 3:17     |  |
| 9.    | «Donde los consigo» (con Clandestino & Yailemm) | Fade            | 4:24     |  |
| 10.   | «Soy y seré»                                    | Haze            | 3:32     |  |
| 11.   | «Coquetea»                                      | Tainy · Nely    | 2:47     |  |
| 12.   | «Zapatito roto» (con Tego Calderón)             | Haze            | 3:48     |  |
| 13.   | «Dame una noche» (con Zion & Lennox)            | Tainy           | 4:13     |  |
| 14.   | «Candy»                                         | Luny Tunes      | 3:28     |  |
| 15.   | «Sátiro» (con Amaro)                            | Luny Tunes      | 4:08     |  |
| 16.   | «Love & Sex»                                    | Luny Tunes      | 4:03     |  |
| 59:41 |                                                 |                 |          |  |

## Créditos y personal
Adaptados desde AllMusic.
- Rafael Pina – Productor ejecutivo, mezcla.
- Orlando J. Valle, Edwin Vázquez – Artista principal, composición, productor ejecutivo.
- Ana J. Alvarado – Coordinadora de producción.
- Andrés Coll – Mánager del sello.
- David Duran “The Coach” – Composición (4, 6), ingeniero, mezcla.
- Marcos Masis – Composición, producción.
- Francisco Saldaña, Víctor Cabrera – Composición, mezcla, producción.
- Egbert «Haze» Rosa Cintrón – Composición, producción.
- Llandel Veguilla – Artista invitado, composición.
- Raúl Ortiz, Joel Martínez – Artista invitado, composición.
- DJ Blass – Composición, producción.
- Alberto «Montana» Lozada – Composición, producción.
- Javid Álvarez – Artista invitado, composición.
- José Morales (Fade) – Producción.
- Clandestino & Yailemm – Artista invitado.
- Félix Ortiz – Artista invitado, composición.
- Gabriel Pizarro – Artista invitado, composición.
- Emmanuel Amaro – Artista invitado, composición.

## Posicionamiento en listas
| Listas (2014)                        | Mejor posición |
| ------------------------------------ | -------------- |
| Estados Unidos (Billboard 200)       | 89             |
| Estados Unidos (Latin Rhythm Albums) | 1              |
| Estados Unidos (Top Latin Albums)    | 2              |
| Estados Unidos (Top Rap Albums)      | 8              |

| Listas (2014)                        | Posición |
| ------------------------------------ | -------- |
| Estados Unidos (Latin Rhythm Albums) | 6        |
| Estados Unidos (Top Latin Albums)    | 43       |

| Listas (2015)                        | Posición |
| ------------------------------------ | -------- |
| Estados Unidos (Latin Rhythm Albums) | 3        |
| Estados Unidos (Top Latin Albums)    | 33       |

| Listas (2016)                        | Posición |
| ------------------------------------ | -------- |
| Estados Unidos (Latin Rhythm Albums) | 12       |

| Listas (2017)                        | Posición |
| ------------------------------------ | -------- |
| Estados Unidos (Latin Rhythm Albums) | 15       |